# Selección femenina de rugby de Sudáfrica
La selección femenina de rugby de Sudáfrica es el equipo nacional que representa a la South African Rugby Union (SARU) en competencias internacionales.

## Historia
Se conformó por primera vez en 2004 para prepararse para la participación en la Copa Mundial Femenina de Rugby de 2006.
Desde 2019 participa en la Rugby Africa Women's Cup, la principal competición femenina del continente, en donde se ha alzado como el equipo mas ganador del torneo, obteniendo los títulos de 2019, 2023 y 2024.

## Palmarés
- Rugby Africa Women's Cup (4): 2019,[2] 2023, 2024, 2025.

## Participación en copas
| - Gales 1991 a España 2002: sin participación - Canadá 2006: 12.º puesto - Inglaterra 2010: 10.º puesto - Francia 2014: 10.º puesto - Irlanda 2017: no participó - Nueva Zelanda 2021: fase de grupos - Inglaterra 2025: clasificado - WXV 2 2023: 3° puesto - WXV 2 2024: 4° puesto | - Nations Cup 2008: no participó - Nations Cup 2009: 5.º puesto - Nations Cup 2011: 4.º puesto - Nations Cup 2013: 4.º puesto - Women's Africa Cup 2019: Campeón invicto - Women's Africa Cup 2021: no participó - Women's Africa Cup 2022: 1° puesto en el grupo - Women's Africa Cup 2023: Campeón invicto - Women's Africa Cup 2024: Campeón invicto - Women's Africa Cup 2025: Campeón invicto |